# هیثم فاروق
هیثم فاروق (عربی: هيثم فاروق أبو علو؛ زادهٔ ۴ ژانویهٔ ۱۹۷۱) بازیکن فوتبال اهل مصر است.
از باشگاه‌هایی که در آن بازی کرده‌است می‌توان به باشگاه فوتبال فاینورد، باشگاه فوتبال هلسینگبورگس، باشگاه ورزشی زمالک، باشگاه ورزشی اسماعیلی و باشگاه فوتبال المصری اشاره کرد.
وی به همراه تیم ملی فوتبال مصر در بازی‌های المپیک تابستانی ۱۹۹۲ شرکت کرده است.